# Selaginella pentagona
Selaginella pentagona är en mosslummerväxtart som beskrevs av Antoine Frédéric Spring. Selaginella pentagona ingår i släktet mosslumrar, och familjen mosslummerväxter. Inga underarter finns listade i Catalogue of Life.